# Giuseppe Garibaldi (incrociatore 1899)
Il Giuseppe Garibaldi fu un incrociatore corazzato della Regia Marina, la seconda unità a portare il nome dell'eroe dei due mondi e risultò un'eccellente unità sia per progetto che per costruzione, tanto che esemplari della stessa classe furono acquistate da diverse marine straniere.
Il Garibaldi con le unità gemelle Varese e Francesco Ferruccio costituiva la classe Garibaldi, che fu uno dei più grandi successi della cantieristica italiana di tutti i tempi, con ben sette unità costruite per marine straniere.

## Costruzione
Costruito nel Cantiere Ansaldo di Sestri Ponente venne varato il 28 giugno 1899, entrando in servizio nel 1901.

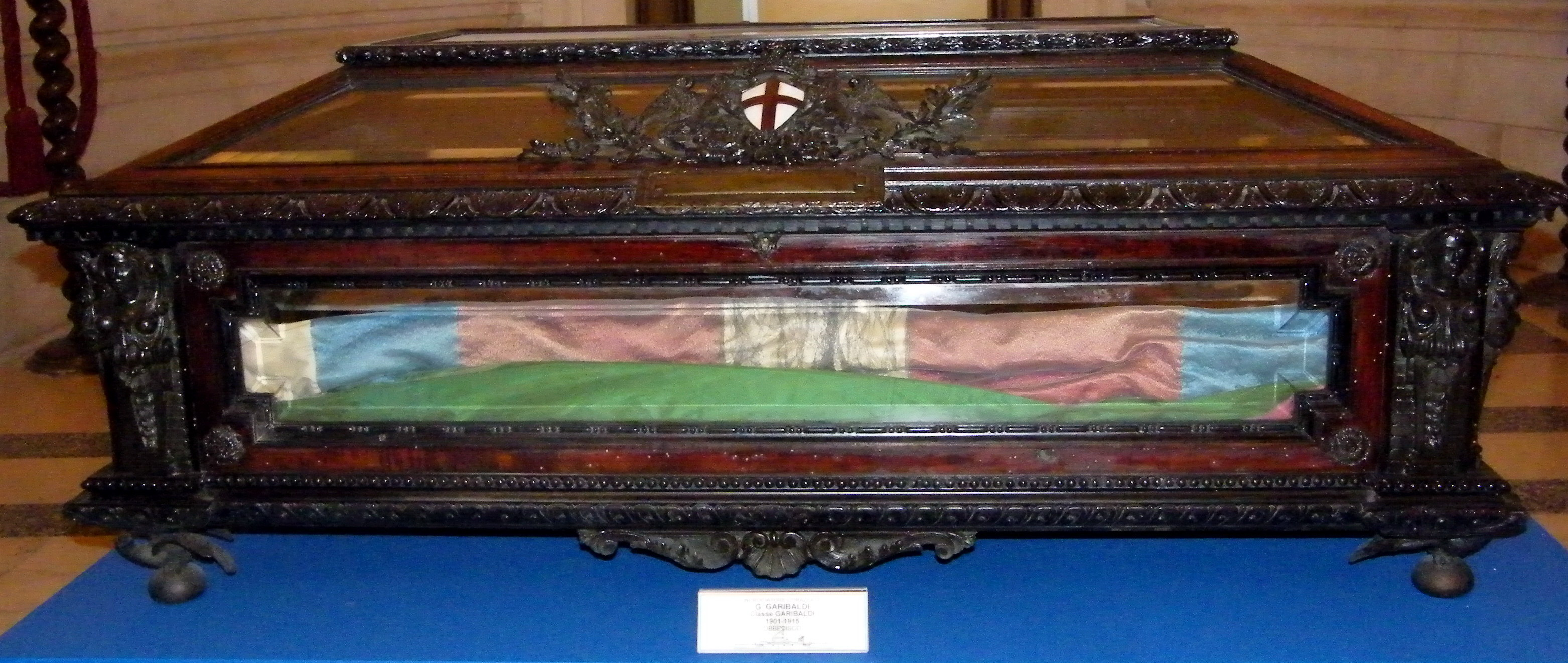
La bandiera di prua dell'unità

Curiosamente l'unità, che ha dato il nome alla classe, fu solamente la sesta delle dieci costruite. La costruzione per la Regia Marina delle prime due unità, cui vennero dati i nomi Garibaldi e Varese, iniziò nel 1893 rispettivamente nei cantieri Ansaldo di Sestri Ponente e Orlando di Livorno, ma prima di essere varate vennero cedute all'Argentina e ribattezzate General Garibaldi e San Martín. In sostituzione la Regia Marina ordinò altre due unità, ma queste furono a sua volta vendute prima del varo alla Spagna e all'Argentina e vennero ribattezzate rispettivamente Cristóbal Colón e Belgrano. Una quinta unità di questo tipo, inizialmente costruita per la Regia Marina con il nome Francesco Ferruccio, dopo alcuni tentativi di acquisto da parte del Cile finì per essere acquistato dal governo di Buenos Aires e venne ribattezzata Pueyrredón, e così la prima unità ad entrare in servizio nella Regia Marina fu solamente la sesta.
L'unità ricevette la bandiera di combattimento a Genova il 23 febbraio 1902, insieme con un labaro sul quale era miniata la "Preghiera del marinaio", composta dal poeta Antonio Fogazzaro, donata da Gregorio Ronca e recitata per la prima volta sull'unità alla fonda nella rada di Gaeta.
La bandiera da combattimento, donata dalle donne genovesi riunite in un comitato cittadino, venne consegnata nel corso di una cerimonia religiosa e militare dopo essere stata benedetta dal Vescovo di Cremona Monsignor Geremia Bonomelli. Era in seta ricamata a mano e venne conservata a bordo in un cofanetto a forma di urna in legno d'ebano intarsiato e decorato.

## Servizio

Il Garibaldi in navigazione

Durante il suo servizio, nel corso della guerra italo-turca, fu la nave insegna dell'ammiraglio Thaon di Revel, operando efficacemente nelle acque della Libia, dell'Egeo e del Mediterraneo orientale. Il 24 febbraio 1912, in un'azione congiunta al gemello Francesco Ferruccio, affondò la cannoniera turca Avnillah al largo di Beirut, mentre le tre unità della classe il successivo 18 aprile forzarono lo stretto dei Dardanelli.
Nel corso della prima guerra mondiale, al comando del capitano di vascello Franco Nunez, fu nave ammiraglia della 5ª Divisione navale, alzando l'insegna del contrammiraglio Eugenio Trifari. La divisione era composta anche dagli incrociatori Varese (comandante, capitano di vascello Pasquale Salinardi), Francesco Ferruccio (comandante, capitano di vascello Diego Simonetti) e Vettor Pisani. Il Giuseppe Garibaldi venne affondato il 18 luglio 1915 dal sommergibile austriaco U-4 al comando di Rudolf Singule, presso la costa dalmata mentre era impegnato nel bombardamento della ferrovia Ragusa-Cattaro. Insieme alla nave andò anche persa la bandiera di combattimento.
Le unità gemelle Varese e Francesco Ferruccio che al pari del Garibaldi parteciparono sia alla guerra italo-turca che alla grande guerra vennero demolite alcuni anni dopo il termine del conflitto. Il Varese andò in disarmo nel 1923 ed il Ferruccio nel 1930, dopo che a partire dal 1920 era stato impiegato come Nave Scuola per gli allievi dell'Accademia Navale di Livorno, sino all'entrata in servizio delle grandi Navi Scuola Amerigo Vespucci e Cristoforo Colombo.
La bandiera di prora dell'unità è conservata in una teca presso il Sacrario delle Bandiere del Vittoriano a Roma.
Nell'agosto 2009 dei sub hanno ritrovato il relitto del Garibaldi vicino alle coste della Dalmazia.

## Nome
In precedenza, un'altra nave della Regia Marina, aveva portato il nome dell'eroe dei due mondi. Era una pirofregata, varata nel 1860 con il nome di Borbona che proveniente dalla marina napoletana venne incorporata nella Regia Marina nel 1861 e ribattezzata Garibaldi. Convertita prima in corvetta nel 1878 e poi nel 1890 in nave ospedale, venendo rinominata Saati, per lasciare libero il nome all'incrociatore corazzato in costruzione. Venne radiata nel 1894 e demolita nel 1899.
Successivamente nella storia della Regia Marina e della Marina Militare altre navi avrebbero portato il nome Giuseppe Garibaldi:
- Giuseppe Garibaldi - incrociatore leggero classe Condottieri tipo Duca degli Abruzzi varato nel 1936; andata in disarmo nel 1953, nel 1957 venne iniziata la ricostruzione dell'unità come incrociatore lanciamissili.
- Giuseppe Garibaldi - incrociatore lanciamissili ottenuto dalla ricostruzione della precedente unità andata in disarmo nel 1953. Dopo la ricostruzione, iniziata nel 1957 e terminata nel 1961, ha ricoperto il ruolo di portabandiera della flotta fino al 1971, anno in cui è andato definitivamente in disarmo, sostituito nel ruolo di nave ammiraglia dall'incrociatore portaelicotteri Vittorio Veneto[3].

- Giuseppe Garibaldi - incrociatore portaeromobili entrato in servizio nel 1985, ha ricoperto il ruolo di nave ammiraglia della Marina Militare Italiana fino al 2011 e rimane ancora in linea come portaelicotteri da assalto anfibio al 2020.

Queste navi hanno avuto come stemma il volto di Garibaldi ed il motto "Obbedisco".